# گارد ایرلندی
گارد ایرلندی (انگلیسی: Irish Guards) هنگ پیاده‌نظام زیرمجموعه نیروی زمینی بریتانیا و تحت امر لشکر گارد بریتانیا است، که در سال ۱۹۰۰ تأسیس شد.
این هنگ به همراه هنگ سلطنتی ایرلند، یکی از دو هنگ پیاده‌نظام ایرلندی در ارتش بریتانیا است. این هنگ در طول تاریخ خود در نبردهایی در جنگ جهانی اول، جنگ جهانی دوم، جنگ عراق و جنگ افغانستان، همچنین عملیات‌های متعدد دیگری شرکت داشته است. گارد ایرلند شش نشان صلیب ویکتوریا، چهار نشان از جنگ جهانی اول و دو نشان از جنگ جهانی دوم، دریافت کرده است.